# 白山神社 (高山市山田町)
白山神社（はくさんじんじゃ）は、岐阜県高山市山田町に鎮座する神社（白山神社）。

## 概要
高山市山田町（旧・大野郡上枝村大字山田）の産土神社である。
創建時期は不詳。元々はこの地の祖神を祀っていた神社であったが、建長七年（1255年）にこの地が美濃国郡上郡の白山中宮長瀧寺に寄進されたさい、長滝白山神社の分霊を合祀。同時に白山神社に改称したという。
戦国時代、長瀧寺の代官山田紀伊守は白山神社の近くに山田城、新宮神社の裏手の山に畑佐城を築くが、姉小路頼綱との戦いに敗れ滅亡。白山神社も荒廃する。その後、寛永年間にこの地の産土神社として再興。
1871年（明治4年）に村社となる。1980年（昭和55年）に岐阜県神社庁より銀幣社の指定を受ける。

## 主祭神
- 菊理姫命
- 伊弉諾尊
- 伊弉冉尊